# Albizia coriaria
Albizia coriaria är en ärtväxtart som beskrevs av Daniel Oliver. Albizia coriaria ingår i släktet Albizia och familjen ärtväxter. Inga underarter finns listade i Catalogue of Life.